# Heesselt
Heesselt (51° 49′ N, 5° 21′ L) é uma vila dos Países Baixos, na província de Guéldria. Heesselt pertence ao município de Neerijnen, e está situada a 10 km southwest of Tiel.
A Vila Heesselt tem uma população entorno de 200 habitantes. A área de Heesselt, que também inclui as partes periféricas da cidade, bem como a zona rural circundante, tem uma população estimada em 440 habitantes.